# Туржино
Туржино (вепс. Turzin) — деревня в Бабаевском районе Вологодской области.
Входит в состав Вепсского национального сельского поселения (с 1 января 2006 года по 13 апреля 2009 года входила в Куйское национальное вепсское сельское поселение), с точки зрения административно-территориального деления — в Куйский национальный вепсский сельсовет.
Расположена на левом берегу реки Ивода. Расстояние до районного центра Бабаево по автодороге — 131 км, до центра муниципального образования деревни Тимошино — 41 км. Ближайшие населённые пункты — Аксеново, Берег, Киндаево, Никонова Гора.
По переписи 2002 года население — 9 человек, из них 8 — вепсы.